# Neuroleon macilentus
Neuroleon macilentus är en insektsart som beskrevs av Auber 1956. Neuroleon macilentus ingår i släktet Neuroleon och familjen myrlejonsländor. Inga underarter finns listade i Catalogue of Life.